# Maude Abbott
Maude Abbott (Saint-André-d'Argenteuil, 18 marzo 1869 – Montréal, 2 settembre 1940) è stata un medico canadese.
È stata una tra le prime donne medico ed esperta nelle malattie cardiache congenite.

## Biografia

### La famiglia e l'infanzia
Maude Elizabeth Seymour Babin nacque il 18 marzo 1869 a Saint-André-d'Argenteuil in Québec. La mamma, Francis Elizabeth, si ammalò di tubercolosi e morì sette mesi dopo il parto. Il padre, il Reverendo Jeremiah Babin, aveva abbandonato la moglie e si era trasferito negli Stati Uniti. Il Reverendo Babin era stato accusato della sparizione improvvisa della sorella Mary Babin che abitava in casa con loro a Buckingham nel Québec. Il Reverendo subì il processo nel gennaio del 1867 e fu dichiarato innocente. Dopo il processo la famiglia Babin andò a vivere presso la mamma di Elizabeth a St. Andrews East dove nacque Maude.
Alla morte di Elizabeth, Maude e sua sorella maggiore Alice furono affidate alle cure della loro nonna materna, la signora Abbott, vedova ormai da 10 anni, che le adottò e con un atto del Parlamento cambiò il loro cognome in Abbott. Maude Abbott trascorse la sua infanzia nella piccola località di St. Andrews East, della quale avrebbe conservato sempre un bel ricordo. Sembrò non risentire della mancanza dei genitori, poiché a quel tempo vi erano molti bambini nelle sue stesse condizioni ed ebbe la gran fortuna di crescere negli affetti della sua famiglia materna. Le sorelle Abbott ricevettero nei primi anni un'istruzione in casa, a cui Maude rispose con un forte entusiasmo. La nonna comprese la necessità di una migliore istruzione per la nipote e predispose l'ammissione ad una scuola privata di Montréal per il suo ultimo anno di scuola, dove vinse una borsa di studio per frequentare la McGill University nel giugno 1885.

### Gli anni dell'università
Nel settembre del 1885 Maude si trasferì a Montréal con la sorella e la nonna, ma un'epidemia di vaiolo le costrinse a ritornare a St. Andrews East. L'anno successivo Maude ritornò a Montréal e solo nel 1887 la raggiunsero Alice e la signora Abbott. Dal 1886 al 1890 Maude Abbott frequentò la facoltà di Arti della McGill University, nel “Donalda Department for Women” sovvenzionato da Donald Smith e così chiamato in suo onore. Al momento della laurea, nel 1890, Maude Abbott fu scelta per pronunciare il discorso alla cerimonia di laurea, un incarico molto prestigioso dato di solito ai primi della classe.
Il più grande desiderio di Miss Abbott era di proseguire gli studi di medicina alla McGill University, la cui scuola medica era ancora restia ad ammettere le donne. Maude Abbott grazie all'aiuto di personaggi di spicco tentò l'ammissione, formando anche "l'Associazione per la Promozione dell'Educazione Professionale delle Donne” e organizzando un incontro di cui aveva parlato anche la stampa, ma tutti questi sforzi non portarono ai risultati sperati. Nel 1890 entrò alla Bishop's University, una scuola medica che era stata inaugurata nel 1871 in concorrenza al monopolio della McGill per quanto riguardava l'educazione e la pratica medica a Montréal. Si laureò brillantemente nel giugno del 1894 unica donna del suo corso. Subito dopo la laurea, Maude partì per l'Europa accompagnata dalla sorella, dove si fermò per qualche anno prima a Londra, poi a Zurigo e infine a Vienna. Lì Abbott poté perfezionare gli studi con importanti medici tra i quali il Dr. F. J. Shepherd con il quale rimase in contatto per tutta la carriera medica. Nel settembre del 1897 Maude e Alice Abbott ritornarono in Canada.

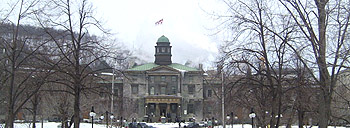
Arts Buldings, Università McGill

### Al Museo della McGill
Appena Miss Abbott tornò, il Professor John George Adami, famoso anatomo-patologo, la chiamò a lavorare presso il museo medico della McGill, di cui era il Conservatore. Nell'estate del 1898 fu nominata sua assistente nel Dipartimento di Patologia. Il professor Adami la mandò a Washington per osservare e studiare i metodi di classificazione e catalogazione dei campioni e, appena tornò, la Dott.ssa Abbott si immerse completamente nel lavoro al museo.
Il primo passo fu di applicare il sistema di classificazione di Wyatt Johnston, che derivava da un sistema di classificazione delle biblioteche ed aveva il vantaggio di esser infinitamente espandibile,cioè non c'era un limite al numero dei campioni che potevano esser inseriti in ogni classe o sottoclasse. Ad ogni campione fu assegnato un numero dell'anatomia per indicare la parte del corpo da cui derivava, poi seguiva il decimale e a seguire un numero della patologia per indicare il suo gruppo diagnostico. Il suo lavoro fu così di successo da portarla a pubblicare il metodo da lei usato nel 1903 e poi con ulteriori modifiche nel 1915 e nel 1925.
Nel 1901 Abbott tenne un corso elettivo per gli studenti della McGill in cui venivano mostrati e descritti i campioni anatomici del museo, corso che ebbe tanto successo da esser integrato l'anno successivo come obbligatorio nei curricula.
Il 6 maggio 1907 fu fondata l'International Association of Medical Museums (IAMM), un'associazione che riuniva i conservatori di tutti i musei medici ed i cui membri fondatori provenivano tutti dal Nord America. Fu creato anche un giornale, "the Bullettin", di cui Abbott era l'editrice. Gli obiettivi dell'associazione erano principalmente di incoraggiare gli scambi dei campioni tra i conservatori e promuovere l'adozione di un sistema uniforme di classificazione.

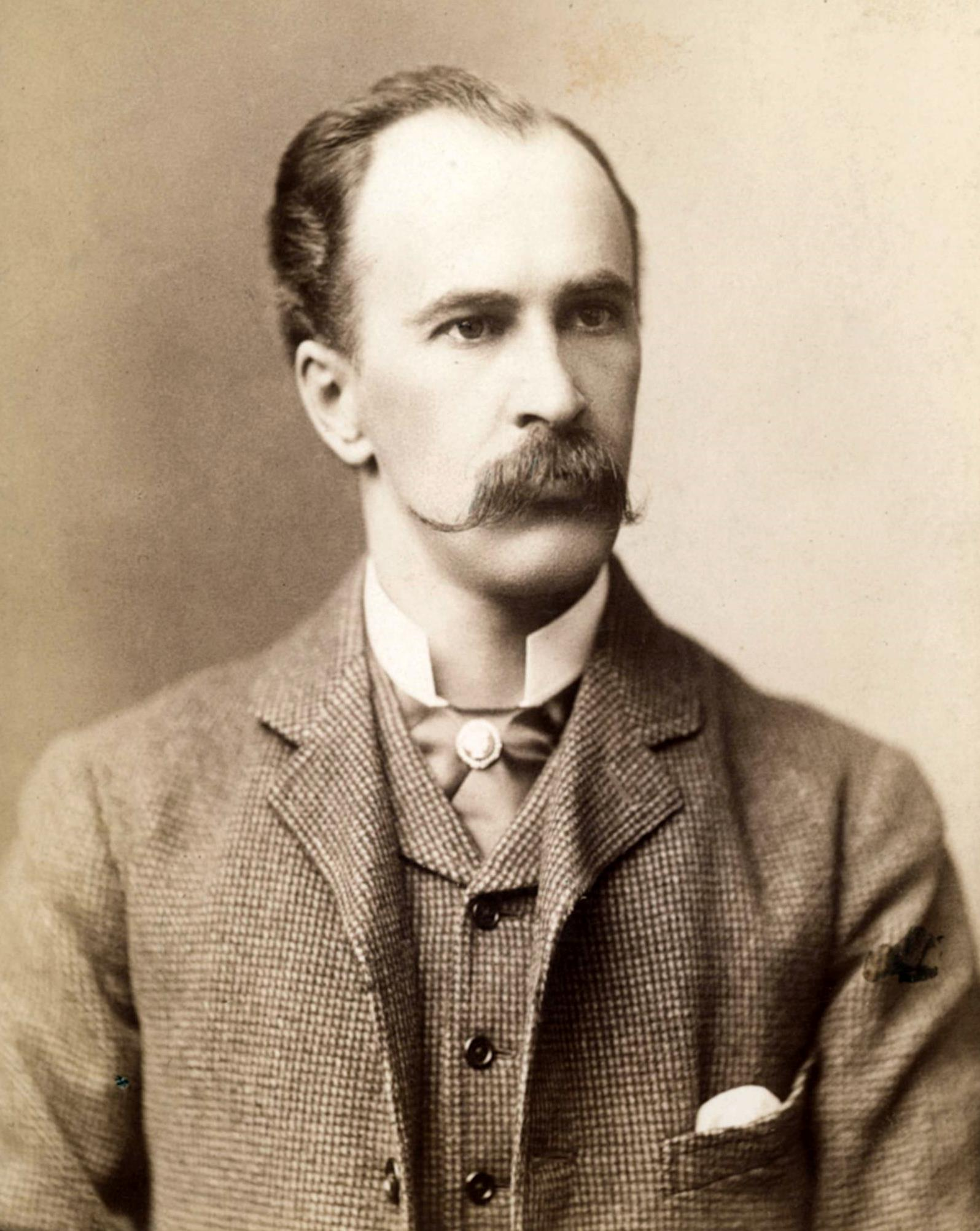
William Osler photograph

### Il rapporto con William Osler
Nel gennaio 1899 sulla strada per Washington, Maude Abbott si fermò a Baltimora, dove ebbe l'onore di approfondire la conoscenza di William Osler. Osler la introdusse subito nel gruppo dei suoi studenti e colleghi e da allora egli diventò per Maude mentore, guida, figura paterna e sostenitore. Miss Abbott rimase sempre legata a lui tanto da chiedersi ogni qualvolta si trovava di fronte ad un problema cosa avrebbe pensato Osler al riguardo.
Osler morì all'età di settant'anni il 29 dicembre 1919, Abbott fu devastata dall'evento e impegnò gran parte del suo tempo per commemorare il suo grande amico ed eroe. Persuase l'IAMM a istituire una commissione per pubblicare un numero speciale del Bullettin in memoria di Osler: la commissione era composta dai più grandi luminari del tempo di Patologia del Nord America. Inoltre,  chiedendo la collaborazione e i contributi letterari e finanziari dei colleghi americani ed europei di Osler, si impegnò a pubblicare un libro di 600 pagine e 119 articoli in sua memoria che venne alla luce dopo sei anni di lavoro.

### Le malattie cardiache congenite
Il primo evento a suscitare l'interesse della Dottoressa Abbott per le malattie congenite del cuore avvenne nel 1900. Durante la sua piena attività, stilava quello che lei chiamò il "Catalogo di Osler" in onore del grande apporto dato da Osler in cui erano documentate le descrizioni cliniche e patologiche di oltre 700 autopsie eseguite negli otto anni in cui aveva lavorato al Montreal General Hospital. Molti campioni, le cui informazioni erano incomplete e mancanti, furono recuperate grazie all'aiuto dello stesso e tra questi "l'Holmes Heart", un cuore con un'anomalia molto evidente che presentava solo tre camere perché privo del setto interventricolare. Questo campione suscitò il suo interesse tanto da approfondirne l'analisi al riguardo: ripubblicò un articolo redatto da Holmes, primo Preside della McGill nel 1823 e cominciò a fare alcune ricerche. Il suo lavoro di ricerca suscitò l'interesse di Osler che la invitò a scrivere una sezione sulle malattie cardiache congenite nel suo System of Modern Medecine.
La Dottoressa Abbott cominciò a raccogliere e a registrare tutte le anomalie cardiache a partire dai verbali della Pathological Society di Londra, in cui erano documentate le autopsie. Realizzò una tabella in cui erano presenti le descrizioni dettagliate e i sintomi clinici delle varie classi di anomalie ed illustrò i dati raccolti con le immagini dei campioni del Museo della McGill. Il lavoro fu completato nel dicembre del 1907 e fu considerato da Osler il miglior pezzo scritto sull'argomento:
(William Osler)
Nel 1936 fu pubblicato dall'American Heart Association il suo "Atlas of Congenital Cardiac Disease" in cui erano registrati quasi 1000 casi di anomalie.

### Da Boston a Filadelfia
Nel 1915 Maude Abbott frequentò il Dipartimento di Anatomia di Harvard, con l'intenzione di ampliare la conoscenze dell'anatomia e della fisiologia delle malattie cardiache congenite. Lì imparò i metodi e le tecniche della ricostruzione anatomica. Harvard apprezzò subito le sue qualità di insegnante e relatrice invitandola a presentare una relazione su Florence Nightingale, che pubblicò poi in un testo intitolato  "Florence Nightingale as seen in her portraits". In seguito a questo intervento fu chiamata da diverse scuole di infermieristica, tra cui il Royal Victoria Hospital, e lo studio della storia dell'infermieristica fu introdotto in molte di esse.
Nel 1919 il Women's Medical College di Filadelfia le offrì la cattedra di Patologia e Batteriologia, alla quale rinunciò nella speranza di ottenere una posizione migliore alla McGill: il suo desiderio era di fare del museo un Dipartimento indipendente dalla scuola medica e assumerne la gestione con la carica di Professore Associato di Patologia. L'università rifiutò tutte le sue richieste e nel 1923, quando le fu riproposta la cattedra a Filadelfia, accettò. Dovette aspettare due anni prima di esser promossa a Ricercatore Universitario a Montréal.

### Gli ultimi anni
Nel 1935 l'università informò Maude che sarebbe stata mandata in pensione l'anno successivo in conformità alla pratica istituzionale. Maude rispose con una lettera al Preside in cui chiedeva di poter continuare a lavorare per altri 2 anni: le fu garantita, però, un'estensione di soli tre mesi. La McGill University le conferì la laurea ad honorem riconoscendo il suo magnifico operato e inoltre fu ammessa al McGill's Faculty Club che era stato un baluardo maschile fino ad allora. Maude continuò fino al 1938 come editrice del IAMM Bulletin, incarico che lasciò dopo trentun anni. Nello stesso anno fu creata una borsa di studio la "Maude E. Seymour Abbott Scholarship" con l'intenzione dichiarata di commemorare la carriera della Dottoressa Abbott.
Il premio finale per Maude fu un tour di quattro settimane di conferenze lungo le coste del Pacifico degli Stati Uniti sponsorizzato nel 1939 dal Women's Physician's Club di San Francisco. Fu durante questo tour che ebbe notizia della sua elezione come membro onorario della New York Academy of Medecine e della California Heart Association. Nel 1939 aveva iniziato a scrivere un libro di testo sulle malattie congenite del cuore, nel 1940 ebbe un'emorragia cerebrale e anche se migliorò un po' non si riprese mai del tutto. Morì il 2 settembre 1940.
Lo shock della morte di Maude fu sentito in tutto il mondo anglosassone. Furono pubblicati tributi su numerosi giornali tra i quali il Lancet.
Nel 1943 a Diego Rivera, un artista messicano, venne commissionato di dipingere una maestosa facciata per l'istituto di Cardiologia della sua Nazione: decise di fare un ritratto di tutti i cardiologi del mondo dal tempo di Galeno tra cui figuravano William Harvey, Vesalio, Carl Rokitansky e la stessa Maude.

## Onorificenze
Nel 1994 viene nominata membra del Canadian Medical Hall of Fame.

## Opere
Maude Abbott ha scritto più di 140 lavori tra articoli e libri, di cui i più importanti:
- Unique case of congenital malformation of the heart. From a case reported by A.F. Holmes, M.D.,in 1824, Montreal Medical Journal, 1901[23]
- An historical sketch of the Medical Faculty of McGill University, Montreal,1902, Montreal Medical Journal, 1902
- The museum in medical teaching, J. Amer. Med. Assoc., 1905
- Statistics of congenital cardiac disease(400 cases analyzed), J.Med. Res.,1908[24]
- The classification of specimens in the medical museum of McGill University, Bull.Internat.Assoc.Med. Museums, 1913
- The International Association of Medical Museums, Lancet, 1913
- Florence Nightingale as seen in her portraits, Boston Med. and Surg. J., 1916
- The pathological collections of the late Sir William Osler,Cabad. Med. Assoc. 1920[25]
- McGill Heroic Past, 1821-1921, McGill University Publications, 1921
- The history of nursing as a force in nursing education and how to teach it, Canad. Nurse, 1931
- Atlas of Congenital Cardiac Disease. New York: American Heart Association, 1936
- Osler's pathological collections and his literary output, Canad. Med. Assoc. 1940[26]